# Moggridgea terricola
Moggridgea terricola är en spindelart som beskrevs av Simon 1903. Moggridgea terricola ingår i släktet Moggridgea och familjen Migidae. Inga underarter finns listade i Catalogue of Life.